# 17061 Tegler
17061 Tegler è un asteroide della fascia principale. Scoperto nel 1999, presenta un'orbita caratterizzata da un semiasse maggiore pari a 2,5447237 UA e da un'eccentricità di 0,1566888, inclinata di 4,21010° rispetto all'eclittica.